# 刘猛将军
刘猛将军，也称刘猛将，明清时期各地所奉驱蝗神。
民间多认为刘猛将军能驱蝗虫，如遇蝗虫危害庄稼，即祈请刘猛将军除蝗消灾。至神前祭祀或抬出神像，遍游乡间田中，请为收虫。天旱祷之，辄降甘霖，常视其为农业保护神。明朝、清朝以来，得到各地普遍信奉，封号为猛将军者，为驱蝗神，在湖南省亦为桑植白族本主神之一。
关于刘猛将军的来历，民间有不同的说法。
- 一说为南宋抗金名将刘锜，人称“猛将军”。《怡庵杂录》、王鳌《姑苏志》、《常熟县志》皆持此说。
- 二说为刘锜弟刘锐，亦称“猛将军”，《中国文物地图集》记载咸丰八年（1858年）汉阴县蒲溪镇刻立刘猛将军碑。高0.90米，宽1.90米。记载宋代良佐刘猛 “尝莅潮州捕蝗”而造福一方，乡民于庙内供奉刘猛牌位，以求佑护一事。
- 三说刘猛将军是元朝的指挥使刘承忠，称猛将军，因祈祷他灭蝗虫有灵应，据《大清会典》载，雍正十二年敕封享受祭祀。
- 四说乾隆四十三年（1778年）清廷派来刘猛将军，在敦煌监修粮仓。甘肃省敦煌市城南至今还完整地保存着八处清代粮仓。虽然建筑式样陈旧，但至今仍可以装粮使用。仓内储存的粮食三至五年不用倒仓换库，不霉变、不生虫，2003年7月被列为省级文物保护单位。